# Rigunda
Rigunda (em latim: Rigundis; n. 569) foi uma princesa da Frância como filha de Quilperico I, rei da Nêustria e de Fredegunda.

## Família
Rigunda foi a filha primogênita de Quilperico e Fredegunda, sua terceira esposa.
Os seus avós paternos foram Clotário I, filho de Clóvis e Clotilde da Borgonha, e Aregunda. Os seus avós maternos são desconhecidos.
Ela teve vários irmãos integrais, porém, apenas Clotário II sobreviveu à infância.
Alguns de seus meio-irmãos pelo primeiro casamento do pai com Audovera foram: Teudeberto; Meroveu, que se casou com a tia, Brunilda da Austrásia; Clóvis, morto sob as ordens de Fredegunda; Basina, uma freira que liderou uma revolta de freiras, e Quildesinda, que morreu jovem.

## Biografia
Gregório de Tours conta que ele recebeu a simpatia de Rigunda quando ele foi acusado de traição pela mãe dela.
Por volta de 583, Rigunda ficou noiva de Recaredo, filho de Leovigildo, rei dos visigodos. Em setembro de 584, ela foi enviada para a Espanha com o seu dote e uma grande comitiva. Contudo, quando descobriram sobre a morte do rei Quilperico durante a viagem, Rigunda foi roubada e abandonada pelos soldados.  Quando ela e o resto chegaram em Tolosa, o duque Desidério confiscou o que restava.  Em 585, ela foi mandada de volta para a sua mãe.
No palácio, Rigunda levava uma vida de devassidão. Mãe e filha não se davam bem, se atacando verbalmente, e chegando até o ponto de trocar tapas e socos. Um dia, Fredegunda falou para Rigunda escolher o que quisesse do seu baú de joias. Quando Rigunda estava escolhendo as peças, Fredegunda tentou sufocá-la com a tampa do baú. A sua garganta estava sendo esmagada, e os seus olhos estavam quase saltando para fora. Se não fosse pelos servos que imediatamente vieram ao socorro da princesa, ela teria morrido pelas mãos da própria mãe. 
A data de sua morte é desconhecida.